# مجزرة عائلة حسن دغمش
مجزرة عائلة حسن دغمش هي مجزرة ارتكبها سلاح جوّ الاحتلال الإسرائيلي يوم الإثنين الموافق 30 أكتوبر/تشرين الأول 2023، حينما أغارَ على منزل عائلة حسن دغمش في وسط مدينة غزة. تُعد هذه المجزرة واحدة من عدة مجازر وقعت خلال أحداث عملية طوفان الأقصى. تسبّبت هذه المجزرة الإسرائيليّة والتي استهدفت عائلة حسن دغمش في استشهاد ما يزيد عن 13 شخصاً وجميعهم من عائلة واحدة، إلى جانب عشرات الجرحى.

## خلفية الحدث
في ساعاتِ الصباح الأولى من يوم السابع من أكتوبر 2023 أطلقت حركة المقاومة الإسلامية حماس عبر ذراعها العسكري كتائب الشهيد عز الدين القسام عملية طوفان الأقصى وذلك ردًا على الاعتداءات الإسرائيلية وتدنيس الأقصى والاستمرار في الاستيطان، كما أكّد على ذلك محمد الضيف القائد العام للقسّام والذي أعطى إشارة انطلاق العمليّة التي شهدت اقتحامًا من المقاومين لمستوطنات غلاف غزة ونجحوا في قتلِ عدد كبيرٍ من الجنود الإسرائيلين، وأسر عشرات آخرين كما استطاعوا خلال ساعات قطع عشرات الكيلومترات ووصلوا لمستوطنات أبعد من تلك المحيطة والقريبة من قطاع غزة.
استمرَّت الاشتباكات بين الجيش الإسرائيلي وبين المقاومين في عديد من المستوطنات وعلى رأسها مستوطنة سديروت. الرد الإسرائيلي على هذه العمليّة جاء من خلال شنّ سلاح الجو الإسرائيلي عشرات الغارات العشوائيّة على القطاع متسبّبة في مقتل عشرات المدنيين وتدمير البنية التحتية لمدن القطاع، ليصل حد فرض إغلاق شامل وقطع متعمد لكل الخدمات من ماء وكهرباء وغاز، وهو ما هدَّد حياة أكثر من مليونَي فلسطيني يعيشُ داخل القطاع الذي يُعاني أصلًا من تبعات الحصار الخانق عليهم منذ ستة عشر عاماً.
وفي مساء يوم 27 أكتوبر/تشرين الأول، أعلن جيش الاحتلال الإسرائيلي بدء ما سماه بالهجوم بري على قطاع غزة من خلال بدء التوغل في بلدة بيت حانون ومخيم البريج. حدث الهجوم وسط سلسلة من الغارات الجوية الإسرائيلية واسعة النطاق التي أدت إلى قطع الاتصالات المتنقلة والوصول إلى الإنترنت في غزة.

## الضحايا
1. حسن مصطفي دغمش
2. زوجة حسن، أم علي
3. محمد حسن دغمش
4. تسنيم حسن دغمش، وأطفالها
5. ليث دغمش
6. بانا دغمش
7. رمضان دغمش
8. ألاء حسن دغمش
9. سجى حسن دغمش
10. منى حسن دغمش
11. نهى حسن دغمش
12. ضحى حسن دغمش
13. سما حسن دغمش